# 베타-메틸크로토닐-CoA
β-메틸크로토닐-CoA(영어: β-methylcrotonyl-CoA, MC-CoA) 또는 3-메틸크로토닐-CoA(영어: 3-methylcrotonyl-CoA)는 류신의 대사 경로에서의 대사 중간생성물이다. β-메틸크로토닐-CoA는 아이소발레릴-CoA 탈수소효소에 의해 아이소발레릴-CoA로부터 생성된다.

## 류신의 대사 경로
|  |

## 같이 보기
- β-류신
- β-메틸크로닐-CoA